# Federico Borrell García
Federico Borrell García (Benilloba, 3 gennaio 1912 – Cerro Muriano, 5 settembre 1936) è stato un anarchico spagnolo.
Anarchico miliziano antifascista  durante la guerra di Spagna, presumibilmente, secondo alcune fonti, sarebbe la persona che compare nella notissima foto di Robert Capa del miliziano colpito che cade. Nato nel Benilloba, Spagna, quando lasciò il luogo natale era conosciuto col soprannome di  "Taino" , quinto di sei fratelli di una famiglia povera. Fece l'operaio in un mulino ad Alcoy e fondò la sezione giovanile della Federazione Iberica Gioventù Libertaria (FIJL). 
Entrò nella milizia antifascista dopo il golpe di Francisco Franco, combattendo con la Colonna Alcoyana, restando ucciso a Cerro Muriano, circa tredici chilometri a nord di Cordova; la veridicità del fatto sarebbe comprovata dalla circostanza che la morte di Federico Borrell García sarebbe registrata negli archivi del governo spagnolo alla data che viene data per presunta da coloro che contestano la genuinità della foto di Robert Capa. Richard Whelan nel libro Robert Capa contesta e rintuzza, "logicamente", tutte le accuse di falso rivolte a Robert Capa sulla foto in questione.
Inoltre a discorsi del tipo
che la foto sia autentica perché ne sono stati trovati i negativi originali*(1),o perché Federico Borrell Garcia figura morto negli archivi militari»
,
viene risposto a livello legale
.
È altrettanto noto che storici di varia nazionalità, fin dal 1974, ritengono aver dimostrato più che ampiamente che la foto fu un falso, una messa in scena. In Italia, il notissimo storico della fotografia, Ando Gilardi, lavorò sui negativi originali*(1) ed affermò e pubblicò su una varietà di riviste e libri che la foto fu 'combinata' e realizzata ben lontano dal fronte.
Analizzando i documenti che ipotizzano il falso fotografico ed i documenti che avallano la veridicità della fotografia si permane in un traballante dubbio; mentre parrebbe certo che Federico Borrell García fu un miliziano antifascista degno di un lungo necrologio su un giornale anarchico